# Латинники

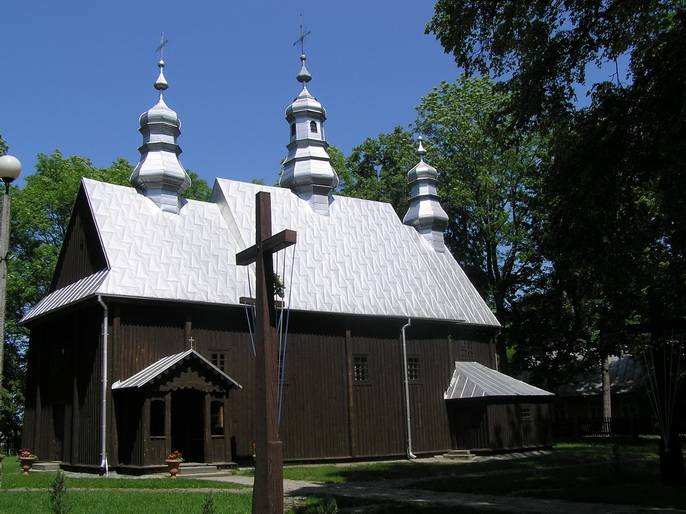
Колишня церква в Ганні, нині костел

Латинники, або калакути — селяни й міщани латинського обряду, які спілкувалися в повсякденному житті українською мовою. Складалися з двох різних категорій, здебільшого — це українці, що перейшли на латинський обряд, меншою мірою — поляки, що асимілювалися в українському оточенні, але зберегли релігійну приналежність.

## Історія
Були поширеними в Галичині, на Холмщині, Підляшші та, меншою мірою, Поділлі, Волині.
«Латинники» є умовною назвою, яка не використовувалася серед українського народу. Майже завжди латинниками були селяни, які сповідували римо-католицтво, проте побут і мова яких майже нічим не відрізнявся від українців греко-католицького чи православного віросповідань.
На Підляшші українців, що змінили візантійський обряд християнської церкви на латинський, православні українці називали «калакутами» або «перекицами». Поява тут калакутів зумовлена російськими та польськими асиміляційними впливами на греко-католиків Холмщини та православних Підляшшя в XIX — початку XX сторіччя.

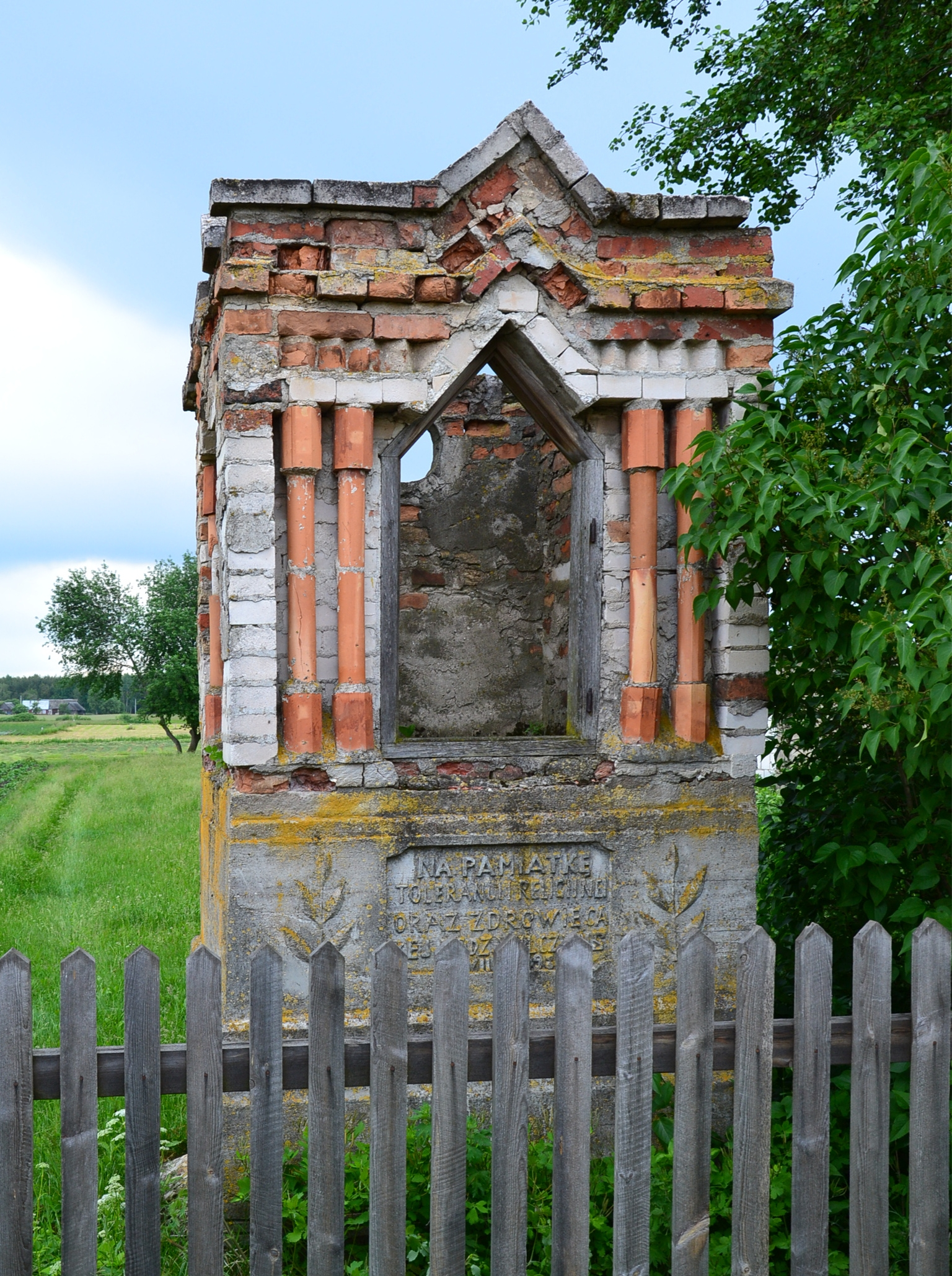
Колишня римо-католицька капличка в Старе Лесьне-Богатери, зведена на честь указу про віротерпимість 1905 року

За даними етнографічної експедиції 1869—1870 років під керівництвом Павла Чубинського, у Люблінській та Сідлецькій губерніях Королівства Польського проживав 32 041 українськомовний римо-католик. Згідно з переписом 1897 року в Російській імперії налічувалося 1 490 546 римо-католиків, які зазначили рідною мовою «руську мову» (російську, українську чи білоруську), з них 25 891 особа у Люблінській губернії та 9188 осіб у Сідлецькій. 17 квітня 1905 року російський імператор Микола II видав Указ «Про зміцнення початків віротерпимості», який проголошував релігійну терпимість та дозволив змінювати конфесію. Як наслідок, у 1905—1909 роках з православ'я у римо-католицтво перейшло 50 246 осіб у Люблінській губернії та 100 058 осіб у Сідлецькій.
За переписом населення Польщі 1921 року, у післявоєнній Польщі було 16 239 українців римо-католицького віросповідання. Національна свідомість у латинників була слабко виражена. Лише в 1930-х роках у міжвоєнній Польщі латинники здебільшого поступово прийняли польську ідентичність, невелика частина — українську.
За офіційними даними перепису населення Польщі 1931 року, у тогочасній Польщі налічувався 25 531 українськомовний римо-католик. Проте за оцінкою Володимира Кубійовича, насправді лише в Люблінському воєводстві число українськомовних римо-католиків сягало 180 тис. осіб, з них близько 150 тис. осіб на Підляшші і близько 30 тис. осіб на Холмщині. У проєкті рішень Ради Міністрів Польщі щодо «акції, спрямованої на зміцнення польського елементу у Східній Малопольщі» 1939 року зазначалося, що польська влада вважала «латинників» поляками чи національно несвідомими та рекомендувала убезпечити їх від можливої «українізації і експансії греко-католицького кліру» шляхом збільшення римо-католицьких осередків, співпрацю влади з римо-католицьким кліром щодо справ «викрадення душ» та втручання державної влади у «боротьбу зі зловживаннями греко-католицького кліру».
За німецькими даними у 1940 році в Генеральній губернії, до якої тоді входила Холмщина та Підляшшя, налічувалося 200 тис. українськомовних римо-католиків (за іншими відомостями, 188 тис.).
Явище залишалося актуальним і до кінця Другої світової війни. Як звітував командир сотні УПА Іван Романечко («Ярий») у лютому 1946 року, «перекидчики» («калакути») були чи не в кожному селі на Південному Підляшші, визнавали себе поляками й, попри своє українське походження, вкрай вороже ставилися до українців, намагалися схиляти інших українців також перейти на римо-католицтво, своїх дітей відразу змалечку навчали польської, самі публічно говорили польською мовою, проте вона їм погано давалась, тому вдома розмовляли українською.